# 김덕한
김덕한(金德漢, 1874년 1월 24일 ~ 1946년 12월 17일)은 일제강점기의 조선귀족이다. 본관은 안동이며 본적은 경성부 종로구 원남동이다. 남작 김학진의 장남이다.

## 생애
1894년 전시(殿試) 병과에 급제하면서 관직에 올랐다. 대한제국 비서원에서 비서원랑과 비서원승을 지냈으며 홍문관 시독(侍讀)과 태의원 소경(太醫院 小卿), 경상남도 울산군수, 규장각 부제학, 봉상사 제조(奉常司 提調), 종묘서 제조(宗廟署 提調), 의효전 제조(懿孝殿提調)을 역임했다. 1908년부터 1909년까지 《국조보감(國朝寶鑑)》 찬집위원(纂集委員)과 선사위원(繕寫委員), 감인위원(監印委員)을 역임했고 1909년 10월 《국조보감》 찬집에 기여한 공로를 인정받아 대한제국 정부로부터 훈4등 태극장을 수여받았다.
1912년 8월 일본 정부로부터 한국 병합 기념장을 받았고 1914년 6월 10일 일본 정부로부터 종5위에 서위되었다. 1918년 1월 10일 자신의 아버지였던 김학진이 받은 남작 작위를 승계받았고 1922년 3월 30일 종4위에 서위되었다. 1928년 11월 16일 일본 정부로부터 쇼와 대례 기념장을 받았다. 1928년부터 1929년까지 조선총독부 중추원 조사과 촉탁으로 재직했으며 1938년 9월 10일 조선총후보국회 발기인으로 참여했다. 1939년 조선유도연합회 평의원을 역임했다.
민족문제연구소의 친일인명사전 수록자 명단의 수작/습작 부문, 친일반민족행위진상규명위원회가 발표한 친일반민족행위 705인 명단에 포함되었다.

## 참고자료
- 친일반민족행위진상규명위원회 (2009). 〈김덕한〉. 《친일반민족행위진상규명 보고서 Ⅳ-1》. 서울. 137~143쪽.